# Malcolm Turnbull
Malcolm Bligh Turnbull (født 24. oktober 1954) er en australsk politiker og den 29. og afgående premierminister i Australien og partileder for Liberal Party of Australia. Han overtog lederskabet af Australiens Liberale parti ved en kampafstemning den 14. september 2015 mod den daværende leder og premierminister Tony Abbott og afløste dagen efter Abbott som Australiens premierminister. Ved en kampafstemning den 24. august 2018 valgte Liberal Party of Australia Scott Morrison som ny formand for partiet, og Turnbull fratrådte herefter som premierminister. 
Efter at Turnbull havde overtaget premierminsterposten i 2015 opnåede det Liberale parti med Turnbull som leder flertal ved valget den 2. juli 2016 til begge kamre i Australiens parlament, hvorefter Turnbull kunne fortsætte som premierminister.  

## Uddannelse og baggrund
Turnbull gik i skole ved Sydney Grammar School inden han begyndte at læse ved University of Sydney, hvor han opnåede en Bachelor of Arts i politik og i jura. Han læste herefter ved Brasenose College i  Oxford i England, hvor han videreførte sine jurastudier i civilret. Efter afsluttet uddannelse arbejdede Turnbul i mange år som ansat og leder som journalist, advokat, merchant banker og forretningsmand samt som formand for den australske republikanske bevægelse. 
Turnbull var succesrig som forretningsmand. I 1994 stiftede han med sin hustru og to andre personer den australske internetleverandør OzEmail, som han investerede 500.000 australske dollars i. I 1999 blev selskabet solgt for 520 mio. australske $, hvoraf Turnbulls andel udgjorde 57 millioner $, hvilket lagde grunden til Turnbulls nuværende formue, der anslås at udgøre mere end $200 millioner ifølge listen BRW Rich 200.

## Politisk karriere
Han blev første gang valgt til Australiens parlament (underhuset) ved valget i 2004, hvor han blev valgt i kredsen Wentworth i New South Wales. 
Han blev i januar 2007 udpeget til miljøminister i John Howards regering, men fratrådte i december samme år, da Howards regering tabte valget og måtte overlade magten til Kevin Rudd og Australian Labor Party. Efter valgnederlaget stillede Turnbull op som leder af det liberale parti, men tabte til Brendan Nelson med tre stemmer. Nelson kæmpede som leder af det liberale parti med dårlige meningsmålinger, og allerede i 2008 udfordrede Turnbull Nelson om formandsposten i partiet, og i september 2008 blev Turnbull valgt til leder af partiet og indtog derfor rollen som oppositionsleder. 
Turnbull blev anset at tilhøre den progressive minoritet i Liberal Party bl.a. som følge af sine synspunkter om global opvarmning, republikanisme og ægteskab mellem personer af samme køn, hvor Turnbull stod i modsætning til de mere konservative kræfter i partiet. Dette førte til løbende konflikter, og Turnbulls støtte til Labors lovgivning om CO2-reduktion i slutningen af 2009 førte til en splittelse i partiet, hvilket fik Tony Abbott til at stille op som formand for partiet. Det lykkedes Abbott at vælte Turnbull med en enkelt stemmes flertal. Turnbull forblev i politik og blev senere kommunikationsminister i Tony Abbotts regering, da denne vandt regeringsmagten i 2013.
Den 14. september 2015 trådte Turnbull tilbage som kommunikationsminister og meddelte, at han stillede op til formandsvalg mod partileder of premierminister Tony Abbott.  Ved det umiddelbart herefter gennemførte formandsvalg opnåede Turnbull flertal med 54 stemmer mod 44, og Abbott trak sig herefter som formand og premierminister. Turnbull blev herefter indsat som premierminister dagen efter den 15. september 2015.
Ved Turnbulls første valg den 2. juli 2016 opnåede han et snævert flertal i parlamentets to kamre og kunne fortsætte som premierminister. To år senere måtte han dog den 24. august fratræde posten som leder af partiet og derved også posten som premierminister efter omfattende intern uro i partiet. 